# Ferdinand Dux

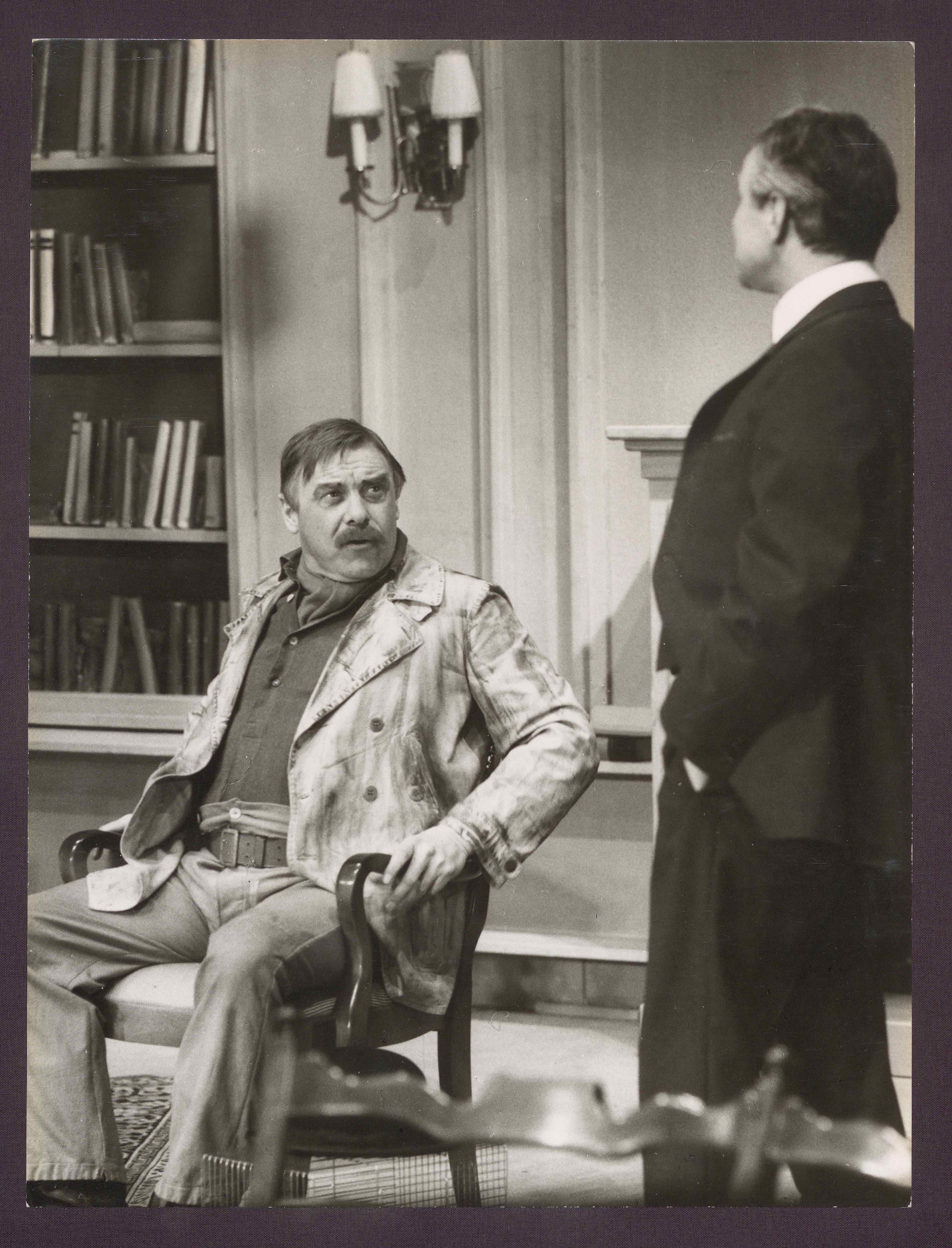
Ferdinand Dux (links) in Pygmalion am Badischen Staatstheater Karlsruhe (1963/64)

Ferdinand Dux (* 21. Februar 1920 in Thale; † 23. Oktober 2009 in Bremerhaven) war ein deutscher Schauspieler.

## Biografie
Dux begann seine künstlerische Laufbahn nach 1945 als Bühnenschauspieler. Er erhielt Theaterengagements in Schwerin, Magdeburg, Karlsruhe, Flensburg, Bremerhaven (hier trat er 1969 unter anderem gemeinsam mit Ilse Werner als König von Siam in The King and I auf) und Essen.
Seit Mitte der 1960er Jahre übernahm Dux auch verstärkt Rollen in Film und Fernsehen. Er spielte in Literaturverfilmungen wie Max Frischs Chinesische Mauer und dem Mehrteiler Jauche und Levkojen nach Christine Brückner, in zahlreichen Fernsehfilmen wie der Komödie Segeln macht frei (mit Evelyn Hamann), in dem Drama Guppies zum Tee (mit Inge Meysel) und dem Liebesfilm Eine besondere Liebe nach Rosamunde Pilcher. Außerdem trat er in verschiedenen Krimireihen wie dem Tatort und in aufwendigen Fernseh-Mehrteilern wie Felix Mitterers Satire Die Piefke-Saga und Dieter Wedels Der große Bellheim auf, in dem er den Vater der von Mario Adorf verkörperten Titelfigur darstellte.
Daneben gehörte Dux zu den langjährigen Ensembles verschiedener Familienserien wie Kein Rezept für die Liebe und Engels & Consorten, Ein Bayer auf Rügen, Der Pfundskerl und Jurek Beckers Ost-West-Satire Wir sind nur ein Volk. In Kinoproduktionen war Dux hingegen nur selten zu sehen, so etwa in den Dramen Das Heimweh des Walerjan Wróbel, Der Mann mit den Bäumen (Jean Giono) und Fickende Fische (unter der Regie von Almut Getto). Einem jüngeren Publikum wurde Dux vor allem durch seine Rolle als Opa Brass bekannt, den er von 1986 bis 1999 in der Sesamstraße darstellte. Außerdem übernahm Dux Gastrollen in zahlreichen Fernsehserien wie Percy Stuart, Sonderdezernat K1, Der Alte, Großstadtrevier, Das Traumschiff und Für alle Fälle Stefanie – hier zumeist für den Typus des tiefsinnigen Großvaters besetzt.
Daneben war Dux viele Jahre als Sprecher für Hörfunk und Synchronisation tätig. So sprach er den Opa Bommel in Otto Waalkes’ Kommando Störtebeker (2001) und wirkte bei zahlreichen Jugendhörspielen des Labels EUROPA mit, unter anderem in  Dämonenkiller, Asterix, Die Funk-Füchse und TKKG.

## Privates
Seit 1957 war Ferdinand Dux mit der Ballettmeisterin Gudrun Kreutzberger verheiratet. Dux starb am 23. Oktober 2009 in Bremerhaven im Alter von 89 Jahren und fand auf dem Ev.- Luth. Friedhof der Kirchengemeinde Schiffdorf, Landkreis Cuxhaven seine letzte Ruhestätte.

## Hörspiele  (Auswahl)
- 2000: Susanne Krahe: Lisabetha – Regie: Gottfried von Einem

## Filmografie (Auswahl)
- 1965: Die Chinesische Mauer
- 1965: Gewagtes Spiel: Wer ist Jan Karp?
- 1972: Unsere heile Welt
- 1976: Tatort: Fortuna III
- 1978: Tatort: Himmelfahrt
- 1978: Tatort: Trimmel hält ein Plädoyer
- 1978: St. Pauli-Landungsbrücken: Bordwache
- 1979: Jauche und Levkojen
- 1979: Der Alte: Lippmann wird vermisst
- 1981: Der Fuchs von Övelgönne: Erste Fahrt der UX-3
- 1983: Tage im Hotel
- 1983: Nordlichter: Geschichten zwischen Watt und Weltstadt
- 1984: Tatort: Haie vor Helgoland
- 1986: Segeln macht frei
- 1986: Engels & Consorten
- 1986–1999: Sesamstraße
- 1987: Großstadtrevier: Geleimt
- 1989: Petticoat – Geschichten aus den Fünfzigern (Fernsehserie)
- 1991: Großstadtrevier: Der Blumenhändler
- 1989: Der Mann mit den Bäumen
- 1990: Die Piefke-Saga
- 1991: Das Heimweh des Walerjan Wróbel
- 1992: Der große Bellheim
- 1992: Großstadtrevier: Die lieben Alten
- 1992/1993: Die große Freiheit (Fernsehserie)
- 1993: Großstadtrevier: Bodo
- 1993–1995: Kein Rezept für die Liebe
- 1994: Großstadtrevier: Karaoke
- 1994: Liebling Kreuzberg: Ladendiebstahl lohnt sich
- 1994–1995: Wir sind auch nur ein Volk
- 1994–1996: Ein Bayer auf Rügen
- 1996: Rosamunde Pilcher: Eine besondere Liebe
- 1997: Großstadtrevier: Plattgemacht
- 1997: Guppies zum Tee
- 1998: Großstadtrevier: Der alte Kapitän
- 1998: Alphateam – Die Lebensretter im OP
- 1998–2003: Unser Charly
- 2000: Tatort: Blaues Blut
- 2000: Das Traumschiff
- 2000–2005: Der Pfundskerl
- 2001: Das Glück ist eine Insel
- 2002: Fickende Fische
- 2002: Einspruch für die Liebe
- 2002: Brüder